# Berbera (district)
Het district Berbera is een van de drie districten van de regio (gobolka) Woqooyi Galbeed in Somaliland, de jure Somalië.
De hoofdstad van dit district is Berbera, een havenstad aan de Golf van Aden met ca. 34.000 inwoners (2004).
De overige twee districten van Woqooyi Galbeed zijn: Gabiley en Hargeisa.

## Externe links

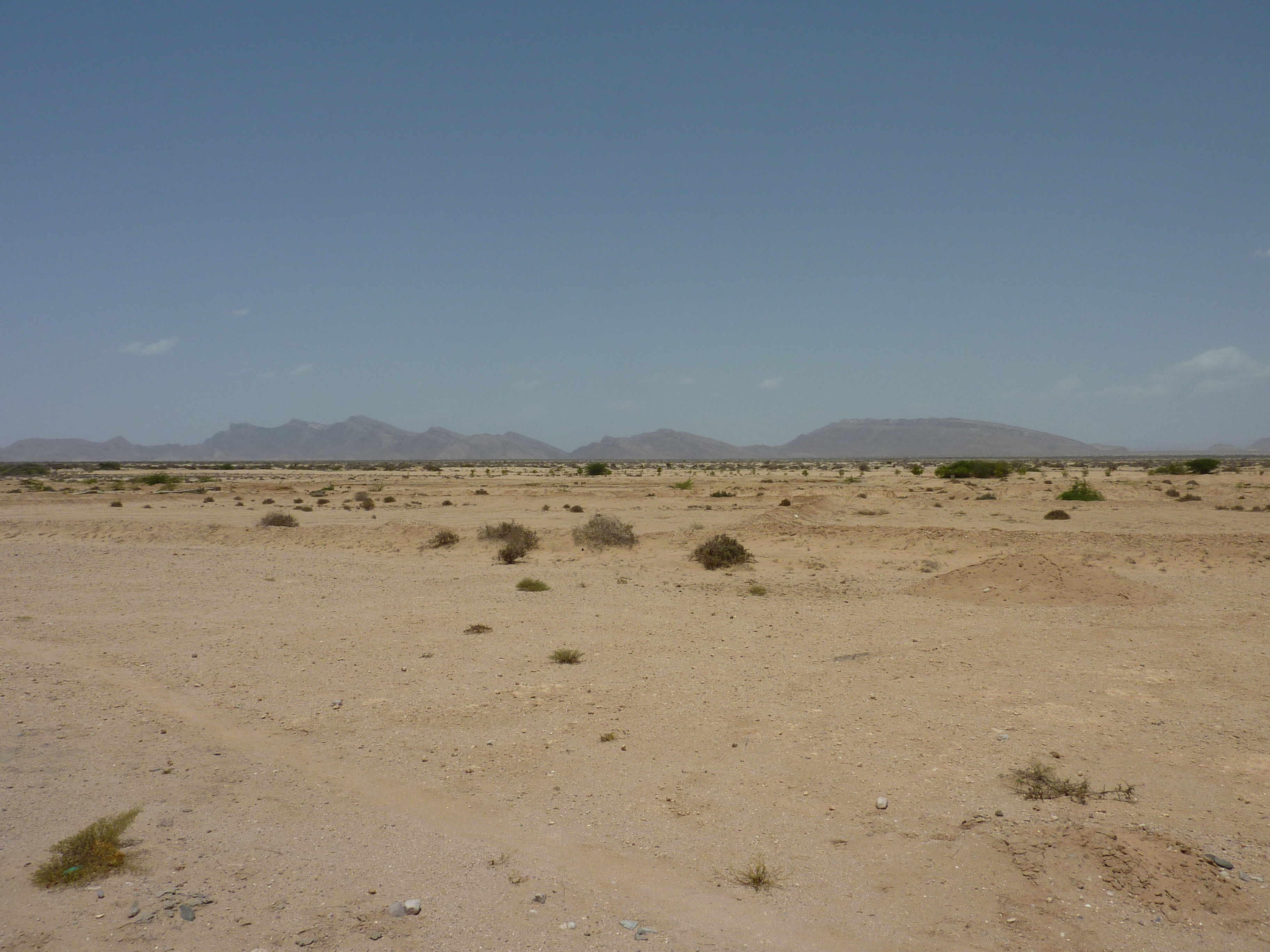
Het landschap in het district, vlak buiten Berbera (stad).